# Арктическая низменность
Аркти́ческая ни́зменность — низменность на севере Аляски (США), у побережья Северного Ледовитого океана.
Низменность сложена неогеновыми и антропогеновыми морскими и речными отложениями. Ширина достигает 150 км. Поверхность слабо расчленена, характерны невысокие холмы-гидролакколиты. Многочисленны озёра и болота. Климат субарктический. Повсеместно распространена многолетняя мерзлота. Полигональные мохо-лишайниковые тундры. Имеются месторождения нефти и газа. Редкие поселения эскимосов.